# 菲爾特利巴赫河
47°24′19″N 8°27′28″E / 47.40541°N 8.45772°E

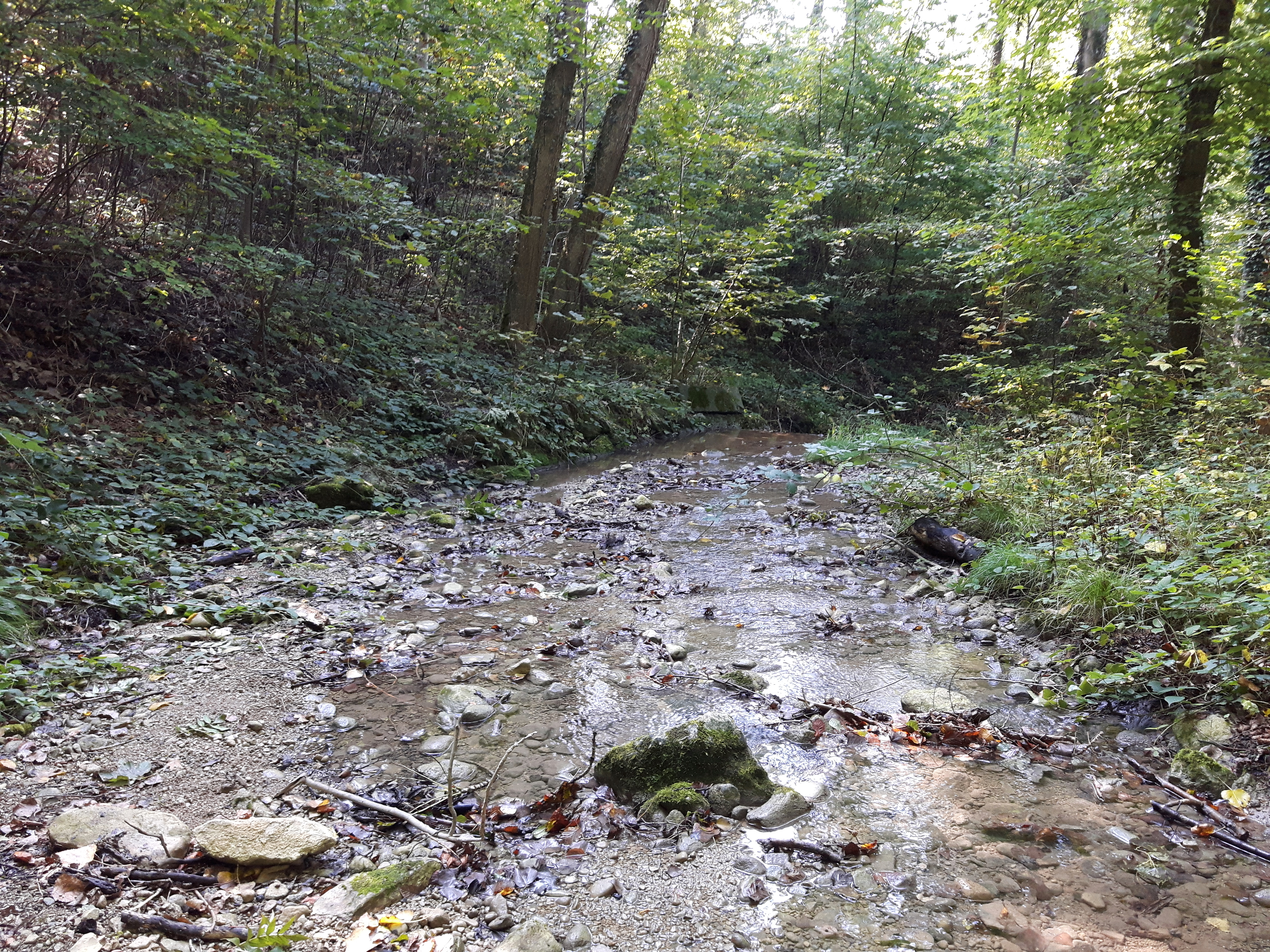

菲爾特利巴赫河是瑞士的河流，位於該國北部，流經蘇黎世州，屬於利馬特河的右支流，河道全長3.2公里，流域面積2.3平方公里，發源自凱弗貝格山，河口處在上恩斯特林根。